# Steganomus junodi
Steganomus junodi là một loài Hymenoptera trong họ Halictidae. Loài này được Gribodo mô tả khoa học năm 1895.